# Historia de Shuggie Bain
Shuggie Bain es la primera novela del escritor escocés-estadounidense Douglas Stuart, publicada en 2020. Cuenta la historia del menor de tres hermanos, Shuggie, que creció con su madre alcohólica Agnes en la clase trabajadora postindustrial de Glasgow de los años 80.  
La novela recibió el Premio Booker 2020,  convirtiendo a Stuart en el segundo ganador escocés del mismo en sus 51 años de historia,  después de James Kelman en 1994.  Shuggie Bain también fue finalista del Premio Nacional del Libro de Ficción 2020,  el Premio Literario de la Paz de Dayton 2021,  y el Premio del Círculo de Críticos Nacional del Libro.  También fue seleccionado como un libro notable por la Premio del Círculo de Críticos Nacional del Libro en sus listas ALA Notable de ficción para adultos de 2021.  Está escrito en inglés, pero el diálogo está en escocés.     En abril de 2022, la novela había vendido más de 1,5 millones de copias en todo el mundo. 

## Trama
La novela comienza en 1992, cuando Hugh "Shuggie" Bain tiene 15 años. Vive solo en una pensión en Glasgow, trabaja por turnos en un supermercado y aspira a ser peluquero. Sale del trabajo y guarda latas de pescado en su bolso.
En 1981, Shuggie, de cinco años, vive en un apartamento en Sighthill con sus abuelos maternos, Wullie y Lizzie; su madre, Agnès Bain; su padre, Hugh "Shug" Bain; su medio hermano, Leek; y su media hermana, Catherine. El padre de Shuggie está prácticamente ausente, trabaja como taxista y tiene aventuras con otras mujeres. Agnes es una mujer hermosa a menudo comparada con Elizabeth Taylor, pero no se siente satisfecha con su vida y se dedica a la bebida.
Al año siguiente, Shug traslada a la familia a un piso municipal en Pithead para familias de trabajadores de la mina local. Finalmente abandona a la familia allí y los deja para vivir con Joanie Micklewhite, la despachadora de su compañía de taxis. Agnes desea una vida llena de glamour y se enorgullece de su apariencia, pero su infelicidad la lleva a depender del alcohol. Mientras tanto, Shuggie es intimidado en la escuela y en el vecindario por no encajar y ser afeminado. Shuggie a menudo falta a la escuela para cuidar a su madre durante sus resacas.
Los padres de Agnes mueren y su hija se casa joven y se muda a Sudáfrica. El alcoholismo de Agnes empeora y hombres abusivos se aprovechan de ella. Su futuro parece mejor cuando empieza a asistir a las reuniones de Alcohólicos Anónimos y consigue un trabajo como dependienta en una gasolinera. Se las arregla para no beber por completo durante un año, tiempo durante el cual conoce a un taxista llamado Eugene, con quien comienza a salir. Eugene suele beber delante de ella durante las cenas. Finalmente convence a Agnes de que beba una copa de vino y ella recae en el alcoholismo. Desanimado por su alcoholismo, Eugene la abandona. Después de una agresión sexual en una fiesta a la que asiste borracha, Agnes cae en una espiral descendente y pierde su trabajo. Realiza múltiples intentos de suicidio durante los próximos años.
El alcoholismo de Agnes continúa alejándola de sus hijos. En uno de sus ataques de borrachera, echa a Leek de la casa. A pesar de su comportamiento, Shuggie mantiene una devoción inquebrantable por ella. Los dos se mudan a un barrio más céntrico de la ciudad y Agnes promete dejar de beber, pero al no poder cambiar sus circunstancias, su relación se vuelve tensa a medida que Shuggie se hace mayor. En un estupor de borrachera, Agnes muere después de inhalar su propia saliva.
En 1992, Shuggie le da las latas de pescado a su amiga Leanne, quien se las pasa a su madre alcohólica sin hogar.

## Publicación y ventas
Douglas Stuart escribió Shuggie Bain durante un período de una década, mientras asumía las exigencias de su exitoso trabajo en diseño de moda.   El manuscrito fue rechazado por al menos 30 editoriales antes de que fuera comprado por la editorial independiente estadounidense Grove Atlantic.  La novela fue publicada por primera vez en los Estados Unidos en tapa dura por Grove Press el 11 de febrero de 2020.  Posteriormente, el sello Picador de Pan Macmillan lo publicó en el Reino Unido primero como edición de mercado abierto (OME) de tapa blanda el 20 de febrero de 2020 y como tapa dura el 6 de agosto de 2020  En abril de 2021, se habían vendido los derechos del libro en 38 idiomas, incluidos holandés, finlandés, georgiano, coreano, marathi, mongol, portugués, serbio, tamil, turco, ucraniano y vietnamita.   Las traducciones han sido financiadas a través de subvenciones del Publishing Scotland Translation Fund con la asistencia de Creative Scotland. 
La publicación inicial del libro se vio afectada por la pandemia de COVID-19. Grove Press envió aproximadamente 7.000 copias a las librerías, pero sólo se vendieron alrededor de 1.000 copias de tapa dura en los dos primeros meses de su publicación, según datos de NPD BookScan. A finales de 2020, el libro recibió una renovada atención cuando fue nominado a numerosos premios literarios. En respuesta, Grove adelantó la publicación de la edición de bolsillo de diciembre al 13 de octubre de 2022. En octubre de 2020, Grove había impreso 30.000 copias.  La novela llegó a lo más alto de la lista de bestsellers de Los Angeles Times y al número 3 en la lista del New York Times.  En abril de 2022, la novela había vendido más de 1,5 millones de copias en todo el mundo. 
La portada de Grove Press presenta una fotografía de Peter Marlow.  Douglas Stuart expresó su aprecio por la fotografía y dijo que "capta perfectamente el amor feroz que Shuggie siente por su atribulada madre".  La portada de Picador presenta una fotografía de Jez Coulson, tomada en Easterhouse, Glasgow   (sobre la cual Stuart tuiteó el 13 de agosto de 2020: "Me impactó instantáneamente el poder de la foto de Jez en el momento en que la vi"). 

### Ediciones en inglés
- Shuggie Bain (hardback). New York: Grove Press. 11 de febrero de 2020. ISBN 978-0-8021-4804-9.
- Shuggie Bain (softback) (Air Iri OME edición). London: Picador. 20 de febrero de 2020. ISBN 978-1-5290-1928-5.
- Shuggie Bain (hardback). London: Picador. 6 de agosto de 2020. ISBN 978-1-5290-1927-8.
- Shuggie Bain (softback). New York: Grove Press. 13 de octubre de 2020. ISBN 978-0-8021-4850-6.

### Ediciones traducidas
- en griego: Σάγκι Μπέιν, romanizado: Sánki Béin. Traducción de Stavroula Argyropoulou. Athens: METAIXMIO. 30 de junio de 2020. ISBN 9786180326055.
- en neerlandés: Shuggie Bain. Traducción de Inger Limburg and Lucie van Rooijen. Amsterdam: Nieuw Amsterdam. 12 de enero de 2021. ISBN 9789046827574.
- en italiano: Storia di Shuggie Bain, lit. 'Story of Shuggie Bain'. Traducción de Carlo Prosperi. Milan: Mondadori. 19 de enero de 2021. ISBN 9788804735274.
- en sueco: Shuggie Bain. Traducción de Eva Åsefeldt. Stockholm: Albert Bonniers Förlag. 1 de marzo de 2021. ISBN 9789100182472.
- en danés: Shuggie Bain. Traducción de Signe Lyng. Copenhagen: Politiken. 18 de mayo de 2021. ISBN 8740069176.
- en polaco: Shuggie Bain. Traducción de Krzysztof Cieślik. Poznań: Wydawnictwo Poznańskie. 16 de junio de 2021. ISBN 9788366839113.
- en francés: Shuggie Bain. Traducción de Charles Bonnot. Paris: Globe. 18 de agosto de 2021. ISBN 9782383610007.
- en alemán: Shuggie Bain. Traducción de Sophie Zeitz. Munich: Hanser. 23 de agosto de 2021. ISBN 9783446271081.
- en portugués: A História de Shuggie Bain, lit. 'The Story of Shuggie Bain'. Traducción de Débora Landsberg. Rio de Janeiro: Intrínseca. 1 de octubre de 2021. ISBN 9786555602760.
- en búlgaro: Шъги Бейн, romanizado: Shugi Beyn. Traducción de Kaloyan Ignatovski. Sofia: Labirint. 24 de noviembre de 2021. ISBN 9786197055986.
- en turco: Shuggie Bain. Traducción de Duygu Akın. Istanbul: Can Yayınları. 11 de enero de 2022. ISBN 9789750755934.
- en ucraniano: Шаґґі Бейн, romanizado: Shaggi Beyn. Traducción de Ella Yevtushenko. Kyiv: Bookchef. 24 de enero de 2022. ISBN 9789669937292.
- en eslovaco: Shuggie Bain. Traducción de Milan Kopecký. Bratislava: IKAR. 26 de julio de 2022. ISBN 9788055182513.
- en esloveno: Shuggie Bain. Traducción de Jerca Kos. Ljubljana: Mladinska knjiga. 19 de noviembre de 2022. ISBN 9789610167822.

## Recepción
La novela recibió numerosas críticas, no sin reservas, pero casi uniformemente positivas en la valoración final, y encontró un lugar en muchas listas destacadas de los mejores libros de 2020.
En un artículo en The Observer, Alex Preston dijo: "Rara vez una primera novela establece su mundo con tanta seguridad, y la prosa de Stuart es ágil, lírica y llena de ideas descriptivas reveladoras. Este es un libro memorable sobre la familia, la violencia y la sexualidad. "  En una reseña para The New York Times, Leah Hager Cohen escribió que "el libro sería casi insoportable si no fuera por la asombrosa capacidad de amor del autor. Es encantador, Douglas Stuart, feroz, cariñoso y encantador. Nos muestra muchas casos de comportamiento monstruoso, pero ni un solo monstruo, sólo daño. Si tiene buen ojo para detectar el quebrantamiento, es aún más atento al inextinguible destello de amor que queda." 
En el Daily Telegraph, Cal Revely-Calder calificó la novela como "un retrato sorprendente, extraído de la vida, de una sociedad abandonada a morir" - olvidada por aquellos que no creían en la sociedad y le decían que se cuidara a sí misma".  Allan Massie en The Scotsman señaló que Stuart "no oculta nada de los horrores del alcoholismo galopante, pero hay una valentía en Agnes que inspira respeto y admiración, aunque sea a regañadientes".  Michael Delgado de Literary Review describió la relación entre Agnes y Shuggie como si tuviera "una intensidad abrumadora de sentimiento", tal vez porque está tan fuertemente extraída de la vida de Stuart: "Leer los detalles de es como recibir repetidos golpes abdominales, uno por cada vez que Agnes se sube al carro y vuelve a caer." 
La reseña de Kirkus Reviews concluía: "¿Cómo puede el amor ser tan poderoso y tan impotente al mismo tiempo? Los lectores pueden leer toda la novela sin desmoronarse, luego leer la primera frase de los agradecimientos y perderse. La verdad emocional plasmada aquí te abrirá. Nunca olvidarás a Shuggie Bain. Escena por escena, este libro es una obra maestra.  Comparando el libro con otra de las obras preseleccionadas para el Premio Booker del año, Real Life de Brandon Taylor, Shougat Dasgupta señaló en The Hindu que ambas novelas estaban "ligadas por una sensación de temor y un anhelo de amor", y pasó a describe a Shuggie Bain como parte de una "rica veta de escritura contemporánea de la clase trabajadora escocesa". Resumiendo, la reseña decía: "Ocasionalmente, Shuggie Bain, con su sentimentalismo y su abrumadora miseria, puede acercarse a la autoparodia, pero siempre se aleja del abismo por su enorme corazón, por el enorme amor que une a Shuggie y Agnes". 
Shuggie Bain fue preseleccionado para la Medalla Andrew Carnegie a la Excelencia en Ficción de 2021,  preseleccionado para el Primer Premio de Novela del Centro de Ficción de 2020,  y fue finalista del Premio Kirkus de 2020, así como del Premio Nacional de 2020, Premio Libro de Ficción.  El 19 de noviembre de 2020, fue anunciado como el ganador del Premio Booker 2020, elegido por un panel de jueces compuesto por Margaret Busby (presidenta), Lee Child, Sameer Rahim, Lemn Sissay y Emily Wilson.  Entrevistado en el momento de su inclusión en la lista de Booker, Stuart dijo que el anterior ganador escocés del premio, How Late It Was, How Late (1994) de James Kelman, cambió su vida y fue "una de las primeras veces que vi a mi gente", mi dialecto, en la página". 
La novela encabezó la lista ' The Telegraph de "Los 50 mejores libros de 2020"  y fue elegida por The Times como la mejor novela del año,  además de ser nombrada como uno de los mejores libros del año por muchas otras publicaciones y medios, incluidos The New York Times, The Washington Post, Time, BBC, The Guardian, The Observer, Financial Times, Kirkus Reviews, Vogue y Elle. 
En 2021, se inauguró en la pared del Barrowland Ballroom de Glasgow un mural inspirado en la novela, en el que aparece Shuggie Bain bailando en la calle, junto con una cita de su madre Agnes: "No recordarás la ciudad, eras demasiado pequeño, pero hay baile. Todo tipo de baile".   La obra de arte y las letras fueron creadas por el Colectivo Cobolt, compuesto por los graduados de la Escuela de Arte de Glasgow 2015 Erin Bradley-Scott, Chelsea Frew y Kat Loudon, y tiene 20 metros de alto y 20 metros de ancho.  En su respuesta, Douglas Stuart dijo: "Espero que el mural inspire a otros destetados a soñar en grande con su creatividad. Definitivamente es uno de los momentos de mayor orgullo de mi vida". 
Shuggie Bain fue incluido en la lista " Big Jubilee Read " de 70 libros seleccionados por la BBC y The Reading Agency para celebrar el Jubileo de Platino de la Reina Isabel II en junio de 2022. 

## Adaptación televisiva
En diciembre de 2020, se anunció que A24 y Scott Rudin Productions ganaron los derechos para una adaptación televisiva de Shuggie Bain, con Scott Rudin y Eli Bush como productores y el propio Stuart adaptado la novela.   En noviembre de 2022, la BBC confirmó la adaptación, que se filmará en Escocia y se transmitirá por BBC One e iPlayer.  Stuart adaptará el propio Shuggie Bain. A24 coproducirá y tendrá los derechos de distribución internacional. 